# Mellanfryken

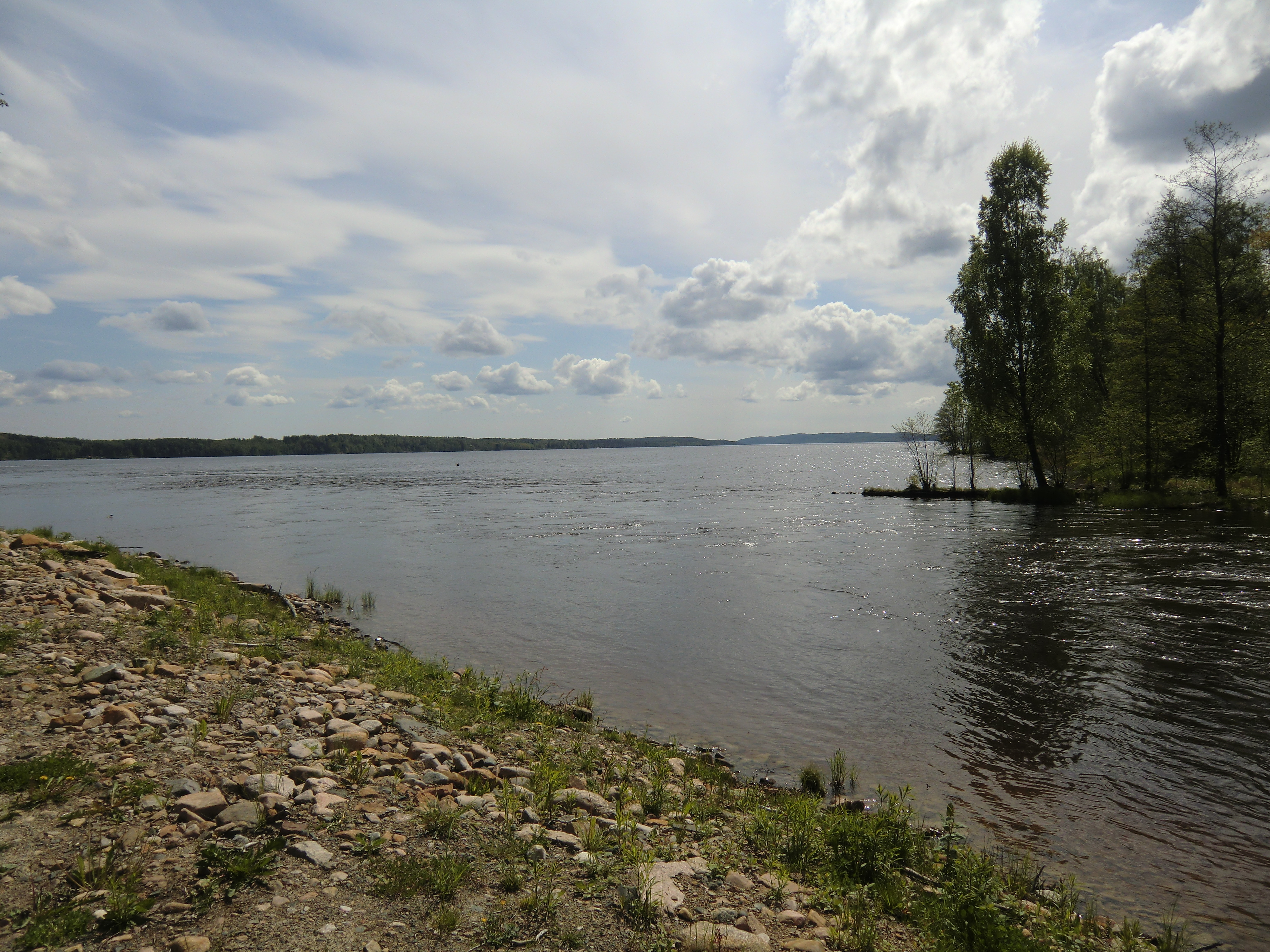
Mellan Fryken en de rivier Rottnan

Mellanfryken in een meer gelegen in de Zweedse regio Värmland. Het meer is ongeveer 35 km lang en 2 km breed.
Net als het Övre Fryken is het eigenlijk een breed rivierdal dat onder water staat. Het vangt het regen- en smeltwater op uit de bergketen die de grens tussen Noorwegen en Zweden vormt.
Aan de noordpunt ligt Sunne, aan de zuidpunt het gehucht Hastersby. Het meer vloeit bij Hastersby over in het Nedre Fryken. Samen vormen de meren de Fryken.